# Phymaturus tenebrosus
Phymaturus tenebrosus — вид ігуаноподібних ящірок родини Liolaemidae. Ендемік Аргентини.

## Поширення і екологія
Phymaturus tenebrosus відомі з типової місцевості, розташованої в районі Серро-Альто в департаменті Пільканієу в провінції Ріо-Негро. Вони живуть серед скельних виступів в степу, зустрічаються на висоті вид 900 до 1100 м над рівнем моря. Живляться рослинністю, є живородними.

## Збереження
МСОП класифікує цей вид як такий, що перебуває під загрозою зникнення. Phymaturus tenebrosus загрожує знищення природного середовища.